# 67-й резервний корпус (Третій Рейх)
LXVII-й (67-й) резервний ко́рпус (нім. LXVII. Reservekorps) — резервний корпус Вермахту, що виконував завдання охорони тилу німецьких військ за часів Другої світової війни. 20 січня 1944 переформований на 67-й армійський корпус.

## Історія
LXVII-й резервний корпус розпочав формування 24 вересня 1942 на території XI військового округу, як 67-ме командування особливого призначення (нім. Höheres Kommando LXVII) з розгортанням основних частин у Ганновері. Згодом формування корпусу й командування були передислоковані до північної Франції та Бельгії з розміщенням штаб-квартири корпусу в Брюсселі.
Головним завданням резервного корпусу визначалося навчання особового складу новобранців для резервних дивізій, що розгорталися на території окупованої Бельгії та північної Франції, а також одночасне приготування військових резервів для військових операції, й паралельно виконання завдань з охорони важливих об'єктів тилу на окупованих територіях. Корпус перебував під безпосереднім підпорядкуванням Командувача групи армій «D», й оперативно підкорявся Головнокомандувачу військ Вермахту на Заході.
20 травня 1943 силами корпусу сформована 264-та піхотна дивізія, яка згодом була відправлена на Югославський фронт.
20 січня 1944 року переформований на 67-й армійський корпус.

## Райони бойових дій
- Німеччина (вересень 1942);
- Північна Франція, Бельгія (вересень 1942 — січень 1944).

## Командування

### Командири
- генерал від інфантерії Вальтер Фішер фон Вайкершталь (нім. Walther Fischer von Weikersthal) (24 вересня 1942 — 20 січня 1944)

### Підпорядкованість
| Час         | Армія | Група армій           | Штаб     |
| ----------- | ----- | --------------------- | -------- |
| 1942        |       |                       |          |
| 24 вересня  | —     | XI-й військовий округ | Ганновер |
| 1 листопада | —     | Група армій «D»       | Брюссель |
| 1943        |       |                       |          |
| 1 січня     | —     | Група армій «D»       | Брюссель |
| 1944        |       |                       |          |
| 1 січня     | —     | Група армій «D»       | Брюссель |

## Бойовий склад 67-го резервного корпусу
Формування управління, забезпечення та підтримки
- 467-й корпусний батальйон зв'язку (Korps Nachrichten-Abteilung 467);

- 171-ша резервна дивізія (171. Reserve-Division);
- 182-га резервна дивізія (182. Reserve-Division).